# Messier 109
Messier 109 (M109 ili NGC 3992) je spiralna galaksija u zviježđu Veliki medvjed. 
Otkrio ju je Pierre Méchain 1781. godine. Charles Messier dodao ga je u pripremnu verziju kataloga prije izdavanja kao 99. objekt. Spletom okolnosti M109 se nije našla u drugoj verziji tiskanog kataloga. U katalog je dodana tek 1953. godine zahvaljujući Owenu Gingerichu.
Messier 109 se navodi kao jednu od onih galaktika koje bi Mliječnom putu mogle biti slične

## Svojstva
M109 je prečkasta spiralna galaksija s oko 137 000 svjetlosnih godina u promjeru, te je nešto veća od Mliječnoga Puta. Sjaj galaktike je ravan sjaju Mliječnog Puta. Ovo je ujedno i najudaljeniji objekt u Messierovom katalogu, a slijedi ga Messier 91.
Detaljna opažanja vodikove linije dobivena su iz Messier 109 i njegovih satelita. Messier 109 HI distribucija je redovita s radijalnim produženjem niske razine izvan zvjezdanog diska, dok se točno u području šipke nalazi središnja HI rupa u distribuciji plina. Vjerojatno je da se plin premjestio prema unutra s prečkom.
1956. godine u galaktike je eksplodirala supernova SN 1956A, jedina dosad uočena u toj galaksiji. Sjaj supernove na maksimumu dosegao je magnitude + 12,3. 
M109 ima tri satelitske galaksije, UGC 6923, UGC 6940 i UGC 6969.

## Amaterska promatranja
U 200 mm-skom teleskopu M109 nije osobito zanimljiva. Vidi se tek kao veoma tamna elipsasta mrlja.

## Vanjske poveznice
- (eng.) SEDS: NGC 3992
- (eng.) Revidirani Novi opći katalog
- (eng.) Izvangalaktička baza podataka NASA-e i IPAC-a
- (eng.) Astronomska baza podataka SIMBAD
- (eng.) VizieR